# Ninoxe de la Buru
Ninox hantu
Pour l’article ayant un titre homophone, voir Ninoxe boubouk.
Espèce
Statut de conservation UICN

 LC  : Préoccupation mineure
Statut CITES
La Ninoxe de la Buru (Ninox hantu) est une espèce d'oiseaux de la famille des Strigidae.

## Répartition
Cette espèce est endémique de l'île de Buru (Indonésie).

## Systématique
Le nom valide complet (avec auteur) de ce taxon est Ninox hantu (Wallace, 1863).
La Ninoxe de la Buru était considérée comme une sous-espèce de la Ninoxe des Moluques (Ninox squamipila) mais le 20 janvier 2019, lors de la mise à jour 9.1 de sa classification de référence, l'Union internationale des ornithologues a décidé d'en faire une espèce à part entière.